# Estación de Bréguet - Sabin
La  estación de Bréguet - Sabin es una estación del metro de París situada en el XI Distrito de la ciudad. Pertenece a la línea 5.

## Historia
La llegada de la línea 5, el 31 de diciembre de 1906, supuso la apertura de la estación. 
Debe su nombre a la familia Bréguet que ha dado ilustres personajes como los relojeros Abraham Louis Breguet y Louis Breguet o Louis Charles Breguet, fundador de la compañía Air France. Por su parte, Sabin hace referencia al magistrado de París en 1777 Charles-Pierre Angelesme de Saint-Sabin.

## Descripción
Se compone de dos andenes laterales de 75 metros de longitud y de dos vías. Construida a escasa profundidad la estación dispone de un techo metálico compuesto por tramos semicirculares sujetado por varias vigas de acero pintadas de color gris oscuro. Las paredes verticales están revestidas con un azulejo blanco plano. 
La iluminación es de estilo Motte y se realiza con lámparas resguardadas en estructuras rectangulares de color amarillo que sobrevuelan la totalidad de los andenes no muy lejos de las vías.
La señalización usa la moderna tipografía Parisine donde el nombre de la estación aparece en letras blancas sobre un panel metálico de color azul. Por último, los asientos de la estación son de color amarillo, individualizados y de también de tipo Motte.

## Accesos
La estación dispone de un solo acceso catalogado como Monumento Histórico al haber sido realizado por Hector Guimard.
- Acceso 1: a la altura del n.º 21 del bulevar Richard-Lenoir.